# Медицинский факультет Университета Павла Йозефа Шафарика
Медицинский факультет Университета Павла Йозефа Шафарика в Кошице (словац. Lekárska fakulta Univerzity Pavla Jozefa Šafárika v Košiciach) — старейший факультет университета, предоставляющий высшее образование, площадку для педагогической и научно-исследовательской деятельности в области медицины.
Является вторым по величине медицинским факультетом в стране, уступая лишь Медицинскому факультету Университета Я. А. Коменского. Непосредственно сотрудничает со второй крупнейшей больницей Словакии, Университетской больницей им. Луи Пастера.

## История
Возникновение факультета тесно связано с развитием здравоохранения Чехословакии после Второй мировой войны. После 1945 года ключевой проблемой восточной части Словакии было отсутствие значительного количества больниц и квалифицированных медицинских специалистов. В данный период во всей Словакии медицинское образование предоставлял лишь Университет Коменского в Братиславе.

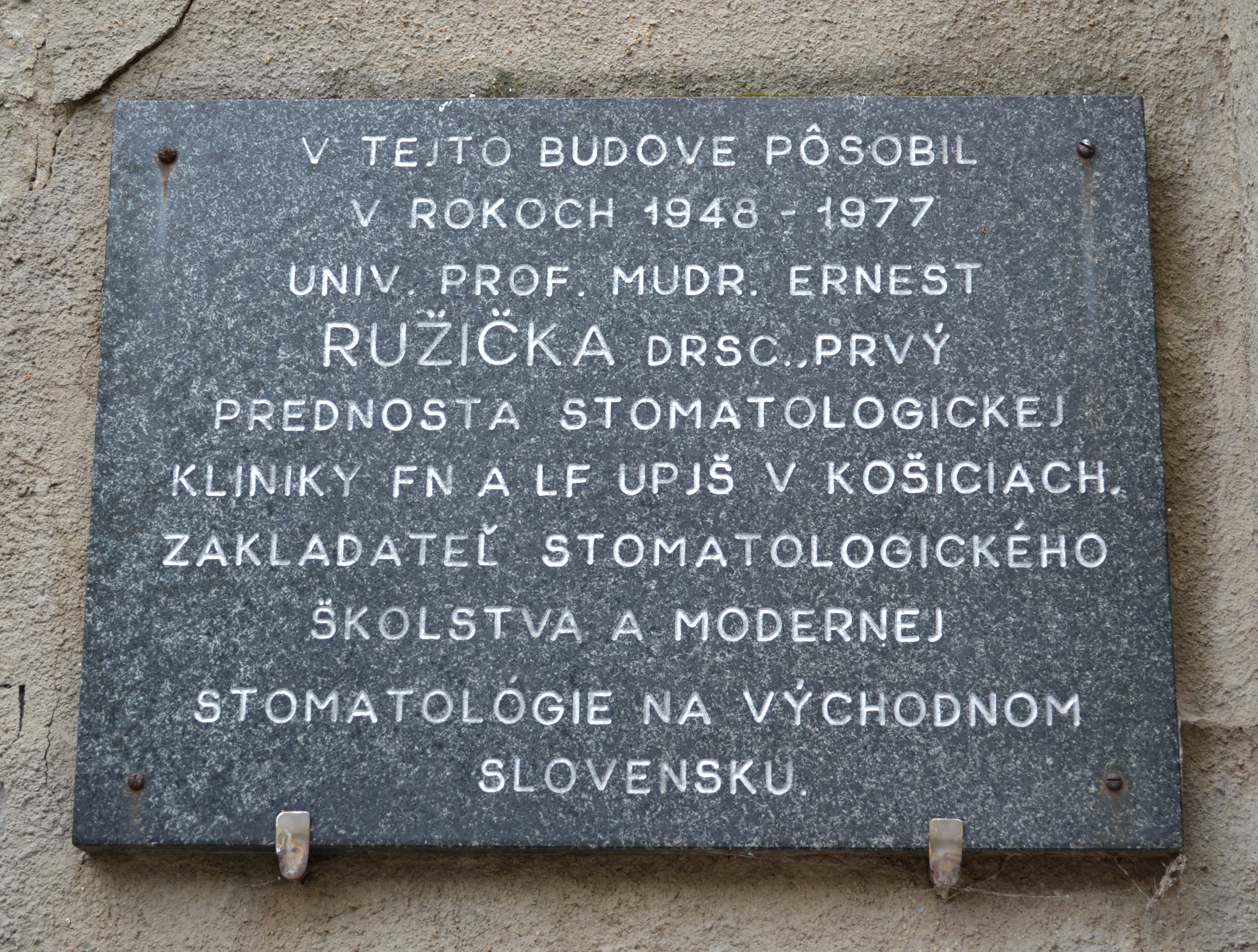
Памятная табличка доктору Эрнсту Ружичке, как первому главе Стоматологической клиники Факультетной больницы и Медицинского факультета УПЙШ с 1948 по 1977 год и «основателю современной стоматологии в восточной Словакии»

В 1948 году создается кошицкий филиал Медицинского факультета Университета Коменского. Деятельность филиала была связана с работой Государственной больницы им. Луи Пастера (сегодня Университетской) по адресу Растиславова 43, где проходила теоретическая и практическая подготовка студентов-медиков на базе различных клиник. Значительную часть братиславских преподавателей медицины переместили в Кошице для решения проблемы слабой теоретической и педагогической базы новосозданного филиала факультета.
В 1950 году появляются первые выпускники факультета в специальности «Общая медицина», в 1953 — в специальности «Стоматология».
Университет Павла Йозефа Шафарика был создан в 1959 году объединением филиала Медицинского факультета Университета Коменского и Философского факультета УПЙШ (созданного на основе Филологического факультета Высшей педагогической школы в Прешове в 1953 году). С созданием университета, филиал был превращен в непосредственно Медицинский факультет УПЙШ.

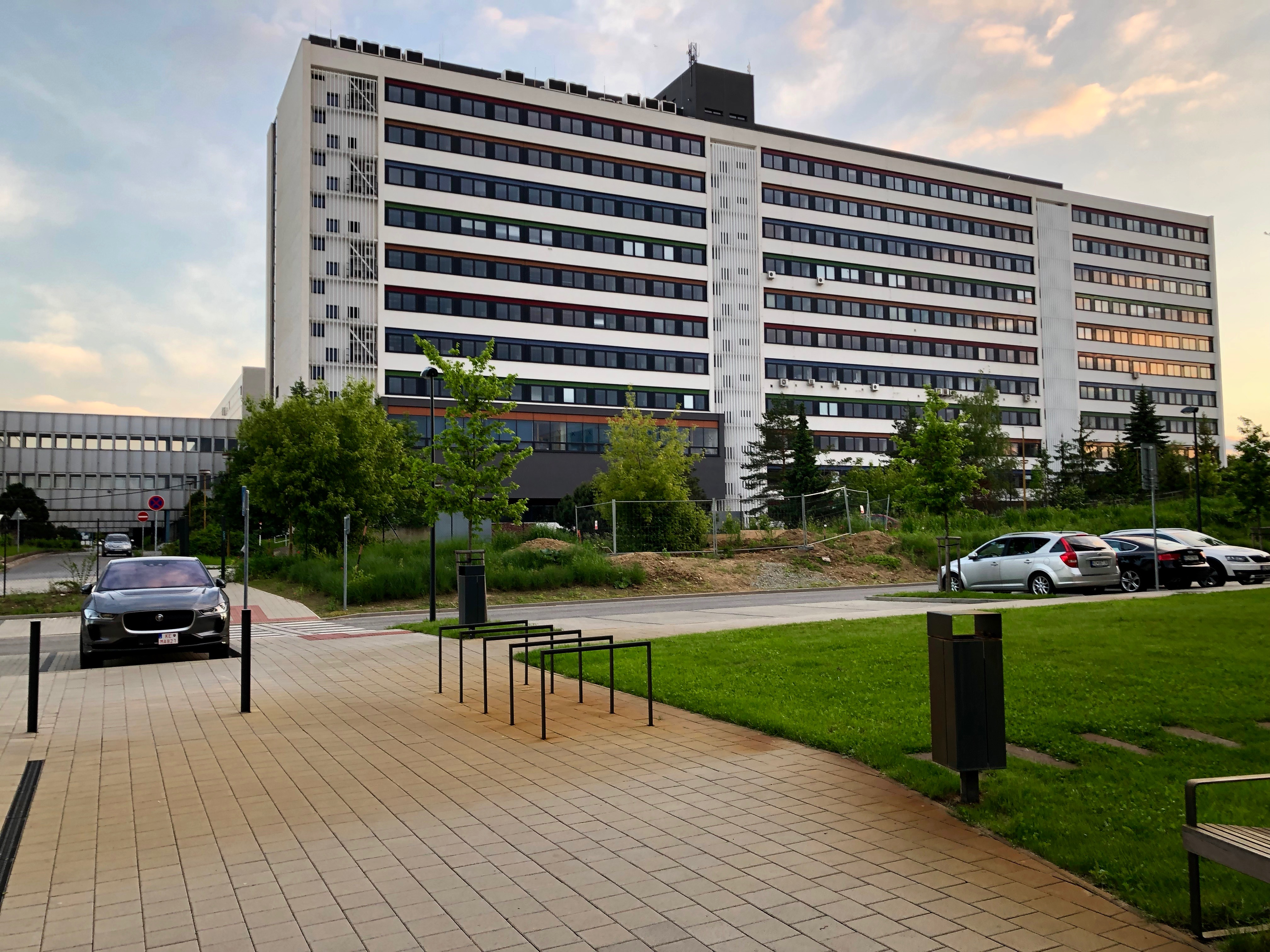
Вид на реконструированное здание факультета, 2019 год

В 1966 году началось строительство нового большого больничного комплекса, включающего и учебное здание самого факультета. В первой половине 70-х строительство «новой больницы» на проспекте Словацкого национального восстания (словац. Trieda SNP) в северо-западной части города было завершено. Постепенно в новое здание переместилась большая часть первоначальных клиник, находившихся в «старой больнице» на улице Растиславовой.
В 1981 году завершено строительство двадцатиодноэтажной части больницы, вмещающей в себя 1100 койко-мест. В 1992 году факультет начал обучение иностранных студентов в английском языке. С 1994-го года факультет предоставляет обучение специальности «Сестринское дело», с 2004 — специальностям «Физиотерапия» и «Общественное здравоохранение».
В 2016 году началась реконструкция одного из основных зданий факультета, расходы на которую составили приблизительно 2,6 миллиона евро. В 2019 году количество сотрудников было 563, из которых 48 — профессоры, 42 — доценты. К 31 октября 2019 года на факультете обучалось 3 235 студентов, что представляло 45,8% об общего количества студентов всего университета в 2019 году. В 2022 году была создана новая специальность «Лабораторные методы исследования в медицине».

## Организация

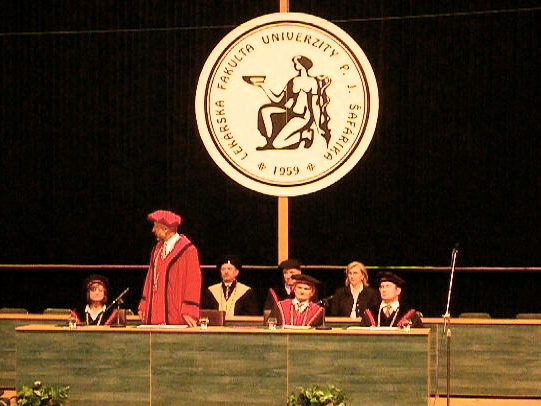
Руководство в церемониальной одежде. На фоне — эмблема факультета. 2008 год

Руководством факультета является Коллегия декана, которая состоит из декана, продеканов, факультетного секретаря, представителя Академического сената и др. Деканом Медицинского факультета в 2024 году является профессор, доктор медицины Петер Ярчушка. Образуют руководство факультета еще и 8 продеканов.
Медицинский факультет организационно и структурно делится на 17 институтов, 47 клиник и 3 научно-исследовательских центра, например:
- институт анатомии;
- институт фармакологии;
- клиника анестезиологии и интенсивной терапии;
- клиника урологии;
- исследовательская лаборатория биомоделей.